# Mitten im Leben (Pseudo-Doku)
 Mitten im Leben war eine mehrmals täglich ausgestrahlte Pseudo-Doku des Fernsehsenders RTL. Die Erstausstrahlung fand am 27. Dezember 2007 statt. Die Sendung ist zum 8. März 2013 aufgrund schwacher Quoten abgesetzt worden.

## Inhalt

### Von Dezember 2007 bis Februar 2009
Von Dezember 2007 bis Ende Februar 2009 handelte es sich bei Mitten im Leben nach Angaben von RTL um eine klassische Doku-Soap. Gezeigt wurden echte Alltagsgeschichten, in der die gezeigten Personen in dramatisch inszenierter, unterhaltender Weise dargestellt wurden.

### Seit März 2009
Seit dem 2. März 2009 wurden in der 16-Uhr-Ausgabe erstmals Geschichten „nacherzählt“. Im Abspann der Folgen war nun zu lesen: „Nach einer wahren Geschichte. Die handelnden Personen sind frei erfunden“. Ähnlich wie bei Verdachtsfälle und Familien im Brennpunkt handelte es sich nun um gestellte Szenen (Scripted Reality). Zu jeder Folge gab es genaue Drehbücher. Die handelnden Personen waren ausschließlich Laiendarsteller. Des Öfteren wurden auch pseudo-prominente Personen wie Jürgen Milski oder Menderes Bağcı gezeigt.

## Produktion
Die Sendung wurde im Auftrag von RTL von verschiedenen Produktionsunternehmen, beispielsweise Janus TV, Doppelklick TV oder Filmpool produziert. Die Folgen nach 2010 wurden fast ausschließlich von Doppelklick TV produziert. Viele Folgen wurden in Köln und Umgebung gedreht. Als Schauspieler wurden kostengünstige Laiendarsteller engagiert.

## Ausstrahlung
Neue Folgen der Sendung wurden montags bis freitags um 14:00 Uhr auf RTL gesendet. Wiederholungen wurden vormittags um 9:30 Uhr sowie um 10:30 Uhr ausgestrahlt. Am Wochenende gab es nachmittags zu unregelmäßigen Startzeiten Wiederholungen zu sehen. Gelegentlich wurden auch nachts Wiederholungen gesendet. Im September 2012 pausierte das Format für mehrere Wochen. Gesendet wurden zu dieser Zeit ähnliche Scripted-Reality-Formate. Beispielsweise Familien in Geldnot und Die Trovatos – Detektive decken auf. Des Weiteren konnte man Mitten im Leben bis zu 30 Tage nach TV-Ausstrahlung bei TVNOW abrufen.

## Quoten
Die Quoten der ersten Ausgaben waren unterdurchschnittlich. Seitdem das Format jedoch zur Scripted Reality umgebaut wurde, stiegen die Quoten. Dadurch war Mitten im Leben auch Vorbild für andere Formate im RTL-Nachmittagsprogramm. Später sanken die Zuschauerzahlen deutlich, lagen aber weiterhin auf Höhe des Senderschnitts von RTL.

## Kritik
Das Format stand oft in der Kritik. Die schauspielerischen Leistungen der Laiendarsteller wurden bemängelt und die Drehbücher seien realitätsfern.
Ende 2011 gaben die Landesanstalt für Medien in Nordrhein-Westfalen (LfM) und die Gesellschaft zur Förderung des internationalen Jugend- und Bildungsfernsehens eine Studie zum Thema Scripted Reality in Auftrag. Nach der Studie sagen 51 % der Kinder und Jugendlichen zwischen 6 und 18 Jahren aus, dass Reality-Soaps mit erdachter Handlung bei der Lösung von Problemen helfen würden. 30 % der Befragten glauben tatsächlich, dass es sich bei den Sendungen um echte Doku-Soaps handele, wohingegen 48 % angaben, die Soaps seien nachgespielte Szenen aus der Wirklichkeit.
Das Ergebnis der Studie zeigt, dass „das fehlende Erkennen des fiktionalen Charakters“ zu einer „fehlenden Distanzierung bei der Konfrontation mit der Problemlage führe“. Fernsehen reduziere die Menschen auf „gut“ und „böse“, mehr nicht.
Das ARD-Politmagazin Panorama zeigte in der Ausgabe vom 7. Juli 2011 mit dem Titel „Das Lügenfernsehen“ einen Bericht über Scripted Reality. Kritisiert wurde auch Mitten im Leben. Es hieß, dass in solchen Formaten die Zuschauer mit erfundenen Dialogen in die Irre geführt werden und eine Wirklichkeit nur vorgegaukelt wird.